# Dinamagattanahalli, Gauribidanur
Dinamagattanahalli là một làng thuộc tehsil Gauribidanur, huyện Kolar, bang Karnataka, Ấn Độ.